# George Sessions Perry
Pour les articles homonymes, voir Perry.
George Sessions Perry, né le 5 mai 1910 à Rockdale, dans le comté de Milam, au Texas, et mort le 13 décembre 1956 à Guilford, au Connecticut, est un romancier, nouvelliste, essayiste, scénariste et journaliste américain.

## Biographie
Fils unique d'Andrew et Laura (Van de Venter) Perry, le jeune George est orphelin dès l'âge de 12 ans et est élevé par Mai Van de Venter, sa grand-mère maternelle, à qui il consacrera une biographie intitulée My Granny Van en 1949. Cette femme sévère et irascible est également un des personnages principaux du roman Hold Autumn in Your Hand grâce auquel il remporte le National Book Award en 1941. Le roman est adapté au cinéma par Jean Renoir en 1945 sous le titre L'Homme du Sud (The Southerner).
George Sessions Perry fait des études supérieures à l'université Southwestern, où il rencontre Claire Hodges, qui deviendra sa femme, puis à l'université Purdue et à celle de Houston, sans parvenir à obtenir un seul diplôme.
En 1931, il retourne vivre dans sa ville natale de Rockdale et se lance dans l'écriture de six romans et d'une cinquantaine de nouvelles mettant en scène la vie rurale américaine dans un style qui le rapproche de John Steinbeck. Il ne parvient toutefois à publier une première nouvelle qu'en 1937. Son premier roman Walls Rise Up paraît en 1939. Le succès et les honneurs ne lui viennent toutefois qu'après la publication de son vaste roman western Hold Autumn in Your Hand (1941).
Pendant la Seconde Guerre mondiale, il est correspondant sur le front pour The Saturday Evening Post et publie plusieurs articles et reportages patriotiques qui seront ensuite réunis en volume. Il collabore aussi avec Dorothy Cameron Disney à l'écriture du roman policier Des orchidées pour Jenny (Thirty Days Hath September, 1942). Après la fin de conflit, il donne une histoire du Texas.
Dans les années 1950, sa santé physique et mentale décline en raison d'une dépression. Le 13 décembre 1956, il disparaît de sa maison du Connecticut. Son corps est retrouvé deux mois plus tard, non loin de là, immergé dans une rivière.

## Œuvres

### Romans
- Walls Rise Up (1939)
- Hold Autumn in Your Hand (1941) National Book Award : Bookseller Discovery l'année de la publication
- Thirty Days Hath September (1942), roman policier en collaboration avec Dorothy Cameron Disney Publié en français sous le titre Des orchidées pour Jenny, Genève, Ditis, coll. « Détective-club Suisse » no 70, 1951 ; réédition, Paris, Ditis, coll. « Détective-club France » no 39, 1951 ; réédition, Paris, Librairie des Champs-Élysées, coll. « Le Masque » no 1961, 1989
- Hackberry Cavalier (1944)

### Nouvelles
- Edgar in the Dank Morass (1937)
- Love’s Arm Is the Longest (1937
- The Winning of Zuralene Kelly (1938)
- May the Dew Be Heavy (1938)
- Dance ’Er to the Ground (1938)
- A Dog’s Life (1938)
- Love Is Like a Constable Election (1938)
- Sweet Is the Flavor of Justice (1939)
- Matthew 22:39 (1939)
- Who Wants to Die? (1939)
- Wooden Wedding (1939)
- Love on the Hoof (1939)
- Dog Weakness (1940)
- Troubadour (1941)
- Ginny and the Nanny Goat of Truth (1941)
- Heritage of Hate (1941)
- Reception at Puno (1941)
- Bomb Shelter (1942)
- Don’t Shoot I’m from Broklyn (1944)
- Venus of the Waterfront (1944)
- The All-American Fish (1944)
- The Ship That Wouldn’t Sink (1944), en collaboration avec Isabel Leighton
- Don’t Sit Under That Family Tree (1947)
- The Fourflusher (1950)

#### Recueil
- Roundup Time, a collection of Southwestern Writing (1943), édité par l'auteur

### Autres publications
- Texas: a World in Itself (1942)
- Where Away: a Modern Odyssey (1944), en collaboration avec Isabel Leighton Publié en français sous le titre Aux postes de combat, Paris, S.F.E.L.T., 1950
- Cities of America (1947)
- Families of America (1949)
- My Granny Van (1949), biographie
- Tale of a Foolish Farmer (1951), autobiographie
- The Story of Texas A and M (1951)
- Noisiest College in the U.S.A. (1951), article
- Darnedest Thing You've Seen (1952)
- The Story of Texas (1956), adaptation de l'ouvrage de 1951 pour les enfants

## Filmographie

### Cinéma

#### En tant que scénariste
- 1938 : The Arkansas Traveler, film américain réalisé par Alfred Santell, scénario de George Sessions Perry et Viola Brothers Shore, d'après un récit de Jack Cunningham, avec Bob Burns et Fay Bainter

#### Adaptation
- 1945 : L'Homme du Sud (The Southerner), film américain réalisé par Jean Renoir, scénario de Jean Renoir, Hugo Butler et William Faulkner, d'après son roman Hold Autumn in Your Hand, avec Zachary Scott, Betty Field, J. Carrol Naish et Beulah Bondi dans le rôle de la grand-mère

### Télévision

#### En tant que scénariste
- 1950 : My Granny Van, épisode 42, saison 2 de la série télévisée américaine Studio One, réalisé par Franklin J. Schaffner, d'après le récit biographique de Perry, scénario de George Sessions Perry et Loren Disney, avec Sally Chamberlin, E.G. Marshall et Mildred Natwick

#### Adaptation
- 1953 : The Sermon of the Gun, épisode 17, saison 1 de la série télévisée américaine The Ford Television Theatre, réalisé par George Archainbaud, récit de George Sessions Perry, avec Macdonald Carey, K.T. Stevens et Trevor Bardette

### Sources
- Jacques Baudou et Jean-Jacques Schleret, Les Métamorphoses de la chouette : Détective-club, vol. 1, Paris, Futuropolis, 1986 (ISBN 978-2-737-65488-6), p. 63